# Pycnoporus cinnabarinus
Pycnoporus cinnabarinus, também conhecido como poliporo cinábrio, é um fungo saprofítico, da podridão branca. O seu corpo de frutificação é de um laranja brilhante. É comum em muitas regiões e vastamente distribuído pelo mundo. Não é comestível.
O estipe e a superfície dos poros tem uma reação positiva com o hidróxido de potássio.